# یواس‌اس شیبویگان (پی‌اف-۵۷)
یواس‌اس شیبویگان (پی‌اف-۵۷) (به انگلیسی: USS Sheboygan (PF-57)) یک کشتی بود که طول آن ۳۰۳ فوت ۱۱ اینچ (۹۲٫۶۳ متر) بود. این کشتی در سال ۱۹۴۳ ساخته شد.